# Canada Pension Plan
Canada Pension Plan é um fundo soberano do Canadá.